# Chapelle Saint-Benoît de Cavaillon
La Chapelle Saint-Benoît est un édifice religieux, situé dans la commune de Cavaillon, dans le département français de Vaucluse.

## Histoire
Au cours du XIVe siècle, un couvent de Bénédictines prend place de l'ancien site des templiers. Installées jusque-là dans « la solitude de Saint-Marcel », le pape Jean XXII leur donne autorisation en 1327, en annexant au couvent l'hôpital du hameau de « Velorgues ». Quelques nouveaux bâtiments sont construits, dont une chapelle, à partir de 1663, sur les plans d'Esprit Grangier. Jean-Baptiste de Sade, alors évêque de la ville, demande l'ouverture de la chapelle sur la rue principale de Cavaillon. La chapelle ne sera terminée qu'en 1719. Les autres bâtiments conventuels sont l’œuvre de l'architecte avignonnais Jean-Baptiste Franque. Les sœurs bénédictines resteront dans ce couvent jusqu'en 1792. La chapelle change alors plusieurs fois de fonction : après être devenue entrepôt, puis caserne, elle sera utilisée, au XIXe siècle, comme chapelle de secours des sœurs de Notre-Dame.
La chapelle est inscrite au titre des monuments historiques depuis le 13 décembre 1948.

## Description

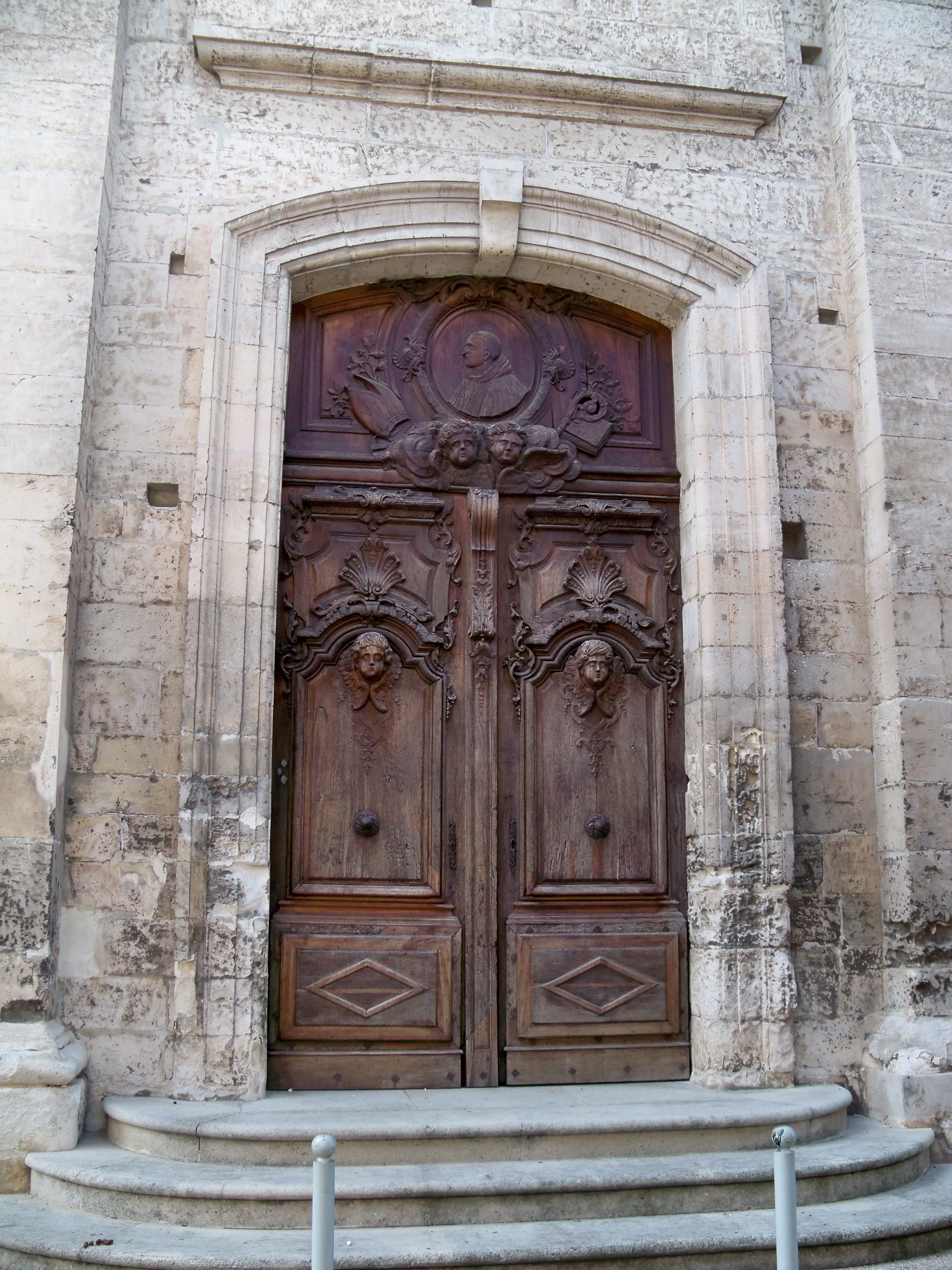
porte de la façade principale

La nef de la chapelle est composée de quatre travées, surmontée d’une haute coupole en plâtre ornée de fausses fenêtres. La façade, une frise de triglyphes et de métopes ornés de bucranes, est surmontée d’un large fronton encadrant un clocher-mur. La porte principale est en bois sculptée, de chérubins et du profil de saint Benoît.